# بییاسیلا د بالدابیا
بییاسیلا د بالدابیا (به اسپانیایی: Villasila de Valdavia) یک شهرستان در اسپانیا است که در استان پالنسیا واقع شده‌است.

## خصوصیات
بییاسیلا د بالدابیا ۳۰ کیلومترمربع مساحت و ۹۲ نفر جمعیت دارد.